# Hans Gruhne
Hans Gruhne, né le 5 août 1988 à Berlin, est un rameur allemand.

## Palmarès

### Championnats du monde
| Discipline       | Chungju 2013 Corée du Sud | Amsterdam 2014 Pays-Bas | Aiguebelette 2015 France |
| ---------------- | ------------------------- | ----------------------- | ------------------------ |
| Quatre de couple |                           |                         | Or                       |